# Winfried Irgang
Winfried Irgang (* 21. September 1942 in Brünn, Protektorat Böhmen und Mähren) ist ein deutscher Historiker und Diplomatiker mit dem Schwerpunkt Geschichte Schlesiens.

## Leben
Winfried Irgangs Eltern waren der Studienrat Karl Irgang und Elfriede, geborene Altrichter. Der Vater kam während des Zweiten Weltkriegs ums Leben. Nach der Vertreibung aus der Tschechoslowakei kam er nach Magdeburg in der DDR. Von dort flüchtete die Familie 1955 in die BRD. Irgang besuchte Gymnasien in Birkenfeld, Landau und in Bingen. Ab 1963 studierte er Geschichte, Romanistik und Philosophie an den Universitäten Mainz, Dijon und Berlin. Im Jahr 1970 promovierte er bei Ludwig Petry an der Universität Mainz. Seine Dissertation über Freudenthal als Herrschaft des Deutschen Ordens 1621–1725 bildete die Grundlage für seine Einstellung als wissenschaftlicher Mitarbeiter im Forschungsprojekt Schlesisches Urkundenbuch der Deutschen Forschungsgemeinschaft. Danach arbeitete er am Institut für Österreichische Geschichtsforschung in Wien unter Heinrich Appelt. 1973 kehrte er nach Mainz zurück und setzte das Urkundenbuch mit dem zweiten Band fort, der im Jahr 1978 gedruckt wurde. Anschließend wechselte er als wissenschaftlicher Mitarbeiter nach Marburg an das Johann-Gottfried-Herder-Institut, wo er weitere Bände des schlesischen Urkundenbuchs fertigstellte und von 1998 bis 2005 stellvertretender Direktor sowie von 2005 bis 2007 Direktor war.

## Ehrungen
- Georg-Dehio-Preis der Künstlergilde Esslingen (verliehen am 22. Mai 1987)
- Ehrendoktorwürde der Universität Breslau (verliehen am 11. April 2003)[3]

## Schriften (Auswahl)
Monographien
- Freudenthal als Herrschaft des Deutschen Ordens 1621–1725. Verlag Wissenschaftliches Archiv, Bonn 1971 (Zugleich: Dissertation, Universität Mainz, 1970).
- (Bearb.): Schlesisches Urkundenbuch. Hrsg.: Heinrich Appelt und Josef Joachim Menzel. Böhlau, Köln/Wien, ISSN 0440-9590:
  - Band 2: (1231–1250). 1977, ISBN 3-205-08133-1.
  - Band 3: (1251–1266). 1984, ISBN 3-412-01883-X.
  - Band 4: (1267–1281). 1988, ISBN 3-412-02787-1.
  - Band 5: (1282–1290). 1993, ISBN 3-412-06191-3.
  - Band 6: (1291–1300). 1998, ISBN 3-412-00197-X.
- (Bearb.): Urkunden und Regesten zur Geschichte des Templerordens im Bereich des Bistums Cammin und der Kirchenprovinz Gnesen. Böhlau, Köln/Wien 1987, ISBN 3-412-05487-9.
- mit Werner Bein und Helmut Neubach: Schlesien. Geschichte, Kultur und Wirtschaft. Verlag Wissenschaft und Politik, Köln 1995, ISBN 3-8046-8819-5 (2., korrigierte Aufl. 1998).

Anthologie
- Schlesien im Mittelalter. Siedlung – Kirche – Urkunden. Ausgewählte Aufsätze. Hrsg. von Norbert Kersken und Jürgen Warmbrunn. Verlag Herder-Institut, Marburg 2007, ISBN 978-3-87969-338-2.

Herausgeberschaften
- mit Ludwig Petry und Josef Joachim Menzel: Geschichte Schlesiens. 5., durchges. Aufl. Thorbecke, Stuttgart 1988–1999:
  - Band 1: Von der Urzeit bis zum Jahre 1526. 1988, ISBN 3-7995-6341-5.
  - Band 2: Die Habsburger Zeit 1526–1740. 1988, ISBN 3-7995-6342-3.
  - Band 3: Preußisch-Schlesien 1740–1945; Österreichisch-Schlesien 1740–1918/45. 1999, ISBN 3-7995-6343-1.
- mit Norbert Kersken: Stand, Aufgaben und Perspektiven territorialer Urkundenbücher im östlichen Mitteleuropa. Verlag Herder-Institut, Marburg 1998, ISBN 3-87969-259-9, urn:nbn:de:bvb:12-bsb00052807-8.
- mit Gunhild Roth (Bearb.): Das Leobschützer Rechtsbuch. Verlag Herder-Institut, Marburg 2006, ISBN 3-87969-327-7, urn:nbn:de:bvb:12-bsb00095925-3.